# Sophie Janinet
Pour les articles homonymes, voir Janinet.
Sophie Janinet, connue aussi sous le nom de Sophie Giacomelli, née Geneviève Sophie Billé le 6 février 1779 à Paris et morte dans la même ville le 11 novembre 1819, est une artiste peintre et graveuse française.

## Biographie

### Famille
Sophie Janinet, née Billé, est la fille de Jacques Henri Billé et Marie Magdeleine Fourmantin. Après le décès de son père, sa mère se remarie avec Jean-François Janinet ; Sophie Janinet prendra par la suite le nom de son beau-père comme nom d'artiste. En 1802, elle épouse Joseph Marie Juvenal Giacomelli, artiste musicien,. Lui même veuf en 1819, il se remarie avec Anne Rebours, dont il aura une descendance. Il meurt à Paris en 1835.

### Carrière artistique
Artiste néoclassique, Sophie Janinet fait ses débuts au Salon en 1799 avec un lavis à l'encre de Chine intitulé La Mort de Lucrèce,. Elle expose aux Salons de l'an VII et de l'an VIII la Paix et l'Abondance, gravures au lavis, à l'imitation des bas-reliefs, d'après Sauvage, et un portrait du consul Bonaparte. En 1800, elle expose une gravure à l'imitation du bronze. Elle a par ailleurs des activités de chanteuse et de sculptrice.

## Œuvres

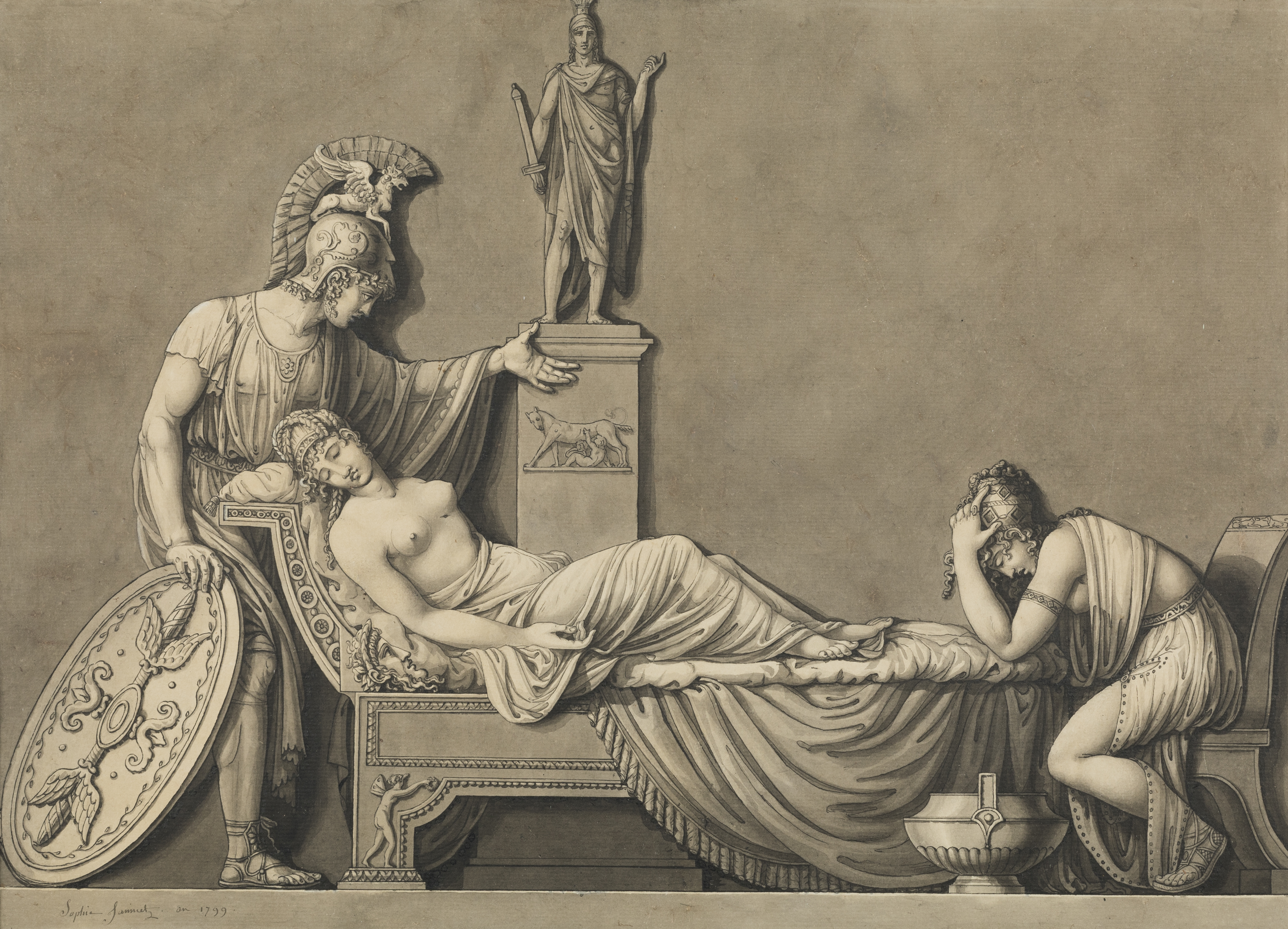
La Mort de Lucrèce (Salon de 1799), lavis d'encre sur papier, localisation inconnue.

- Mort de Lucrèce, 1799, lavis d'encre de Chine sur papier, localisation inconnue[9],[8].
- Paix, gravure au lavis[10].
- Abondance, gravure au lavis[10].
- L'Impératrice Joséphine, lithographie sur papier[12].
- La Mort de Jocaste, dessin à la plume, Paris, musée du Louvre[13]
- Bonaparte, Premier Consul, huile sur verre, provient du palais des Tuileries, musée national des châteaux de Versailles et de Trianon[14].